# Tango blu
Tango blu è un film del 1987 diretto da Alberto Bevilacqua.

## Trama
Tango blu è un vecchio locale notturno di Milano, in passato parecchio famoso e frequentato da gente d'un certo profilo, che viene riaperto a distanza di molti anni dalla sua chiusura; proprio in occasione della sua serata inaugurale, il nuovo gestore v'invita i figli di alcuni dei clienti più famosi del locale: Gaetano, un facchino siciliano ai macelli, bistrattato dalla moglie grassissima e forse infedele e dal prepotente boss degli scaricatori; Arturo Migliavacca, un fotografo di fotomodelle, sempre in mezzo a belle donne; Walter Mantegazza, un poliziotto che suona il sassofono; Rigo, diminutivo di Rigoletto, elettricista alla Scala, che va inutilmente a lezione di canto da un vecchio maestro gobbo, Zaniboni, suo probabile padre, mentre la madre è una anziana appassionata di opere liriche che finirà, ormai svanita, in una casa di riposo.
C'è poi l'Omino, cioè "Fior da Fiore", il quale protegge e ama inutilmente una bella ragazza, Silvia, divenuta muta, la quale però ritroverà voce e sorriso quando s'innamorerà, riamata, di Arturo. Questo Omino è un misterioso maniaco dell'idroscalo, che uccide le ragazze, dopo averle spogliate e truccate, ispirandosi ai quadri di verdure del famoso pittore Arcimboldo. L'assassino farà al commissario Mantegazza "la cortesia" di andarsi a costituire, perché il tutore della legge, pur ricercando da tempo il pericoloso delinquente, non aveva il minimo sospetto sulla sua identità.

## Produzione

### Cast
- Il film rappresenta l'ultima e la penultima apparizione cinematografica rispettivamente di Maurizio Merli e Carlo Dapporto, morti entrambi nel 1989.
- È l'ultimo dei pochi film in cui Franco Franchi lavorò da solo, senza lo storico compagno Ciccio Ingrassia.
- Il giovane De Marchi è doppiato da Teo Bellia.